# Font de la Mercè
La Font de la Mercè és una font que es troba a la vall de can Girona del Parc de la Serralada Litoral. Hi ha dues hipòtesis al voltant de la seva denominació: unes fonts indiquen que s'anomena així perquè es va inaugurar el dia de la Mare de Déu de la Mercè, a finals dels anys setanta del segle xx; mentre que d'altres indiquen que el nom fa referència a patrona de la ciutat de Barcelona, ja que l'Ajuntament de Barcelona és el propietari de la finca on se situa la font des de l'any 1920.

## Entorn
Des de la font es pot observar el bosc de ribera del torrent de Can Gurri (verns principalment, però també plataners, falgueres aquilines, oms i equisets), juntament amb algun alzinar mixt d'alzina i roure martinenc. És un indret de reproducció de salamandres i tòtils, així que hom recomana de no embrutar l'aigua.

## Descripció
La font naix de dues mines situades a una alçada lleugerament superior. L'aigua no és potable, raja gairebé tot l'any i es recull en un dipòsit, situat a pocs metres de la font, que es canalitza cap a la residència de Can Girona.
La font presenta un mur d'obra revestit de pissarra, i l'aigua raja per un broc metàl·lic. La pica té forma semicircular, aplega l'aigua en un petit toll i un embornal la retorna a la séquia més avall. El lloc fou restaurat l'any 1993.

## Curiositats
Hi ha una llegenda referent a aquesta font: hom diu que mentre talaven una alzina a prop de la font, dos llenyataires van observar que la seua serra manual de vaivé s'encallava i no aconseguien acabar de tombar l'arbre. Van avisar el capatàs, que va fer-hi una ullada i els va dir que ho deixessin estar i en comencessin una altra, ja que havia observat una lluentor daurada entre la serradura. L'endemà l'alzina era tombada del tot, el tronc era buit per dins i al capatàs no se'l va veure mai més.

## Accés
És ubicada a Santa Maria de Martorelles: a la pista que puja des de Martorelles cap a Can Girona i ressegueix després el torrent de Can Gurri. La font és a 1,3 km del punt on s'acaba l'asfalt i comença la pista de terra. Coordenades: x=439189 y=4597081 z=225.